# Сеник (Светий Томаж)
Сеник (словен. Senik) — поселення в общині Светий Томаж, Подравський регіон‎, Словенія.